# Tainonia serripes
Tainonia serripes là một loài nhện trong họ Pholcidae. Loài này được phát hiện ở Hispaniola và là loài điển hình của chi Tainonia.